# Anaplectoides fuscivirens
Anaplectoides fuscivirens is een vlinder uit de familie van de uilen (Noctuidae). De wetenschappelijke naam van de soort is voor het eerst geldig gepubliceerd in 1995 door Shigero Sugi.

## Type
- holotype: "male, 23-26.VII.1981, leg. A. Seino, genitalia slide no. SS-4591"
- instituut: Collectie Shigero Sugi, Tokyo, Japan
- typelocatie: "Taiwan, Hualien Hsien, Tayuling, 2600 m"